# Epixanthops
Epixanthops is een geslacht van kreeftachtigen uit de klasse van de Malacostraca (hogere kreeftachtigen).

## Soort
- Epixanthops casellatoi Serène, 1984